# Skelby
Skelby – miasto w Danii, w regionie Zelandia, w gminie Næstved.